# Lomariopsis oleandrifolia
Lomariopsis oleandrifolia är en ormbunkeart som beskrevs av Georg Heinrich Mettenius och Oskar Kuhn. Lomariopsis oleandrifolia ingår i släktet Lomariopsis och familjen Lomariopsidaceae. Inga underarter finns listade.